# Richtbeil (Strafvollzug)

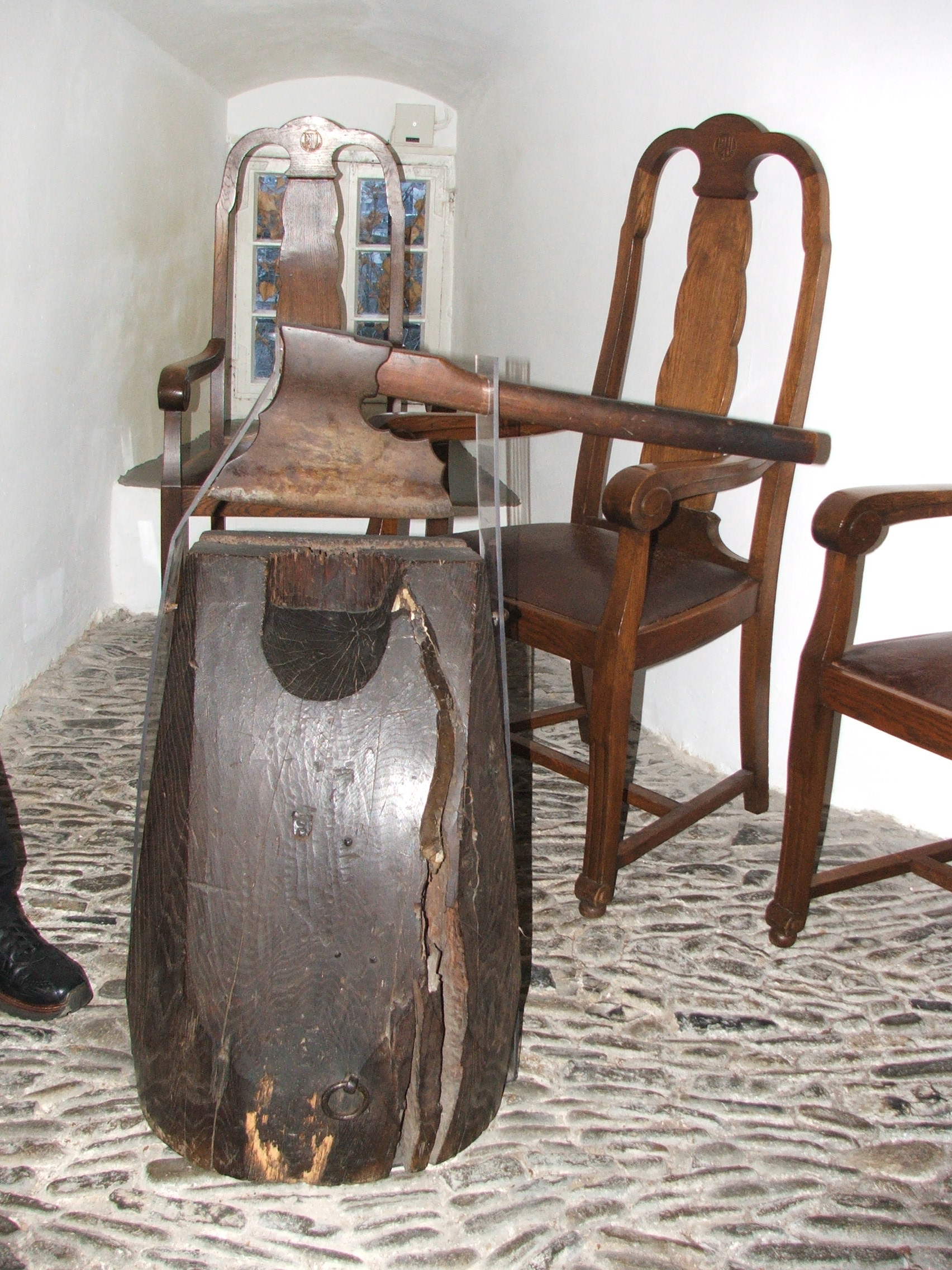
Richtbeil mit Richtblock im Sauerland-Museum Arnsberg

Das Richtbeil (auch Handbeil) ist wie das Richtschwert ein Gerät, mit dem ein Scharfrichter seine Tätigkeit verrichtete. Es ist nicht mit dem Richtbeil zu verwechseln, das für Holzbearbeitung in der Stellmacherei genutzt wurde.

## Todesstrafe und Strafvollzug
Das Richtbeil wurde in einigen Teilen des Deutschen Reiches, insbesondere in weiten Teilen Preußens, bis 1938 zur Vollstreckung der Todesstrafe eingesetzt. 
In Schweden wurde es letztmals 1900 bei der Enthauptung des Massenmörders Johan Filip Nordlund verwendet.
Es handelte sich hierbei oft um ein schweres, zweihändig zu handhabendes Beil (von der Größe her eher eine Art Axt), das durch die eigene Masse eine starke Durchschlagskraft hatte und in Verbindung mit einem Richtblock oder einer Richtbank, vor dem oder auf dem die zum Tode Verurteilten festgeschnallt wurden, verwendet wurde.

### Abschaffung des Richtbeils im Nationalsozialismus
Das Richtbeil galt als pragmatisch schnelles Tötungsinstrument, kam aber wegen seiner offensichtlichen Brutalität zunehmend in Verruf, auch wenn die Scharfrichter mit Handschuhen, Frack und Zylinder auftraten. Als am 18. Februar 1935 in Plötzensee zwei Frauen (Benita von Falkenhayn und Renate von Natzmer) wegen „Verrats militärischer Geheimnisse“ mit dem Richtbeil exekutiert wurden, kam es zu Protesten im Ausland. Ernst Hanfstaengl, ein Freund Hitlers, sah darin „kaum wieder gut zu machende Schädigungen des deutschen Kulturansehens“. Roland Freisler dagegen hielt das Richtbeil für „männlich“, weil dabei die „Muskelkraft“ des Scharfrichters eine zentrale Rolle spiele, während etwa bei der Guillotine eine Maschine das Werk vollziehe. Außerdem war die Guillotine, wie sie etwa in Bayern zum Einsatz kam, vielen Nationalsozialisten suspekt, nämlich als eine Erfindung Frankreichs. Mitte der 1930er-Jahre suchte die NS-Führung nach einer einheitlichen Hinrichtungsmethode im ganzen Reich. Am 14. Oktober 1936 entschied Hitler gegen das Richtbeil und für die Guillotine, offiziell (wie bereits üblich und auch nachher in der DDR beibehalten) „Fallbeil“ genannt.

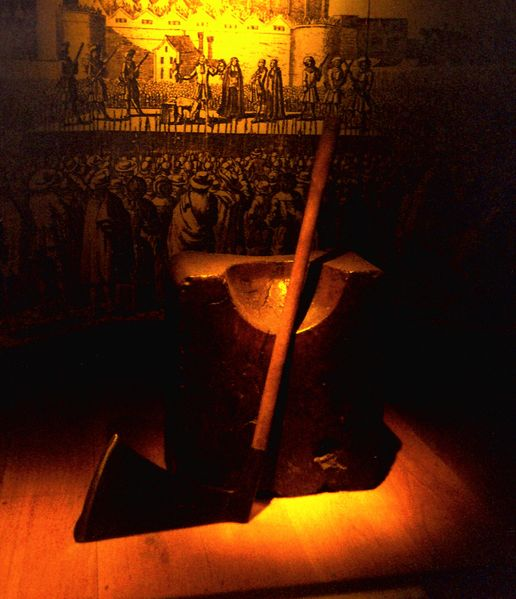
Richtblock mit Beil
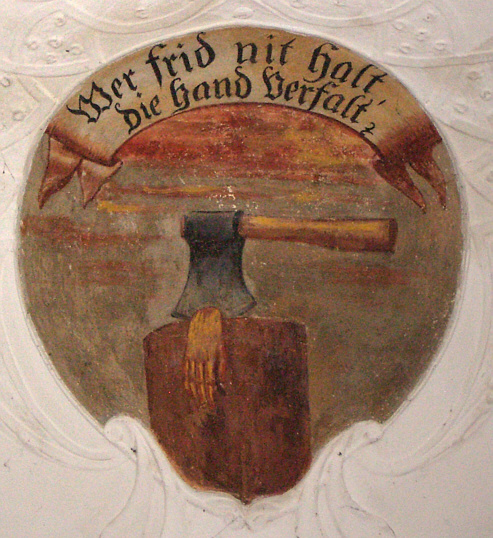
Strafvollzugsspruch auf einem Deckengemälde: „Wer (den) Frieden nicht hält, (dem) die Hand verfällt“
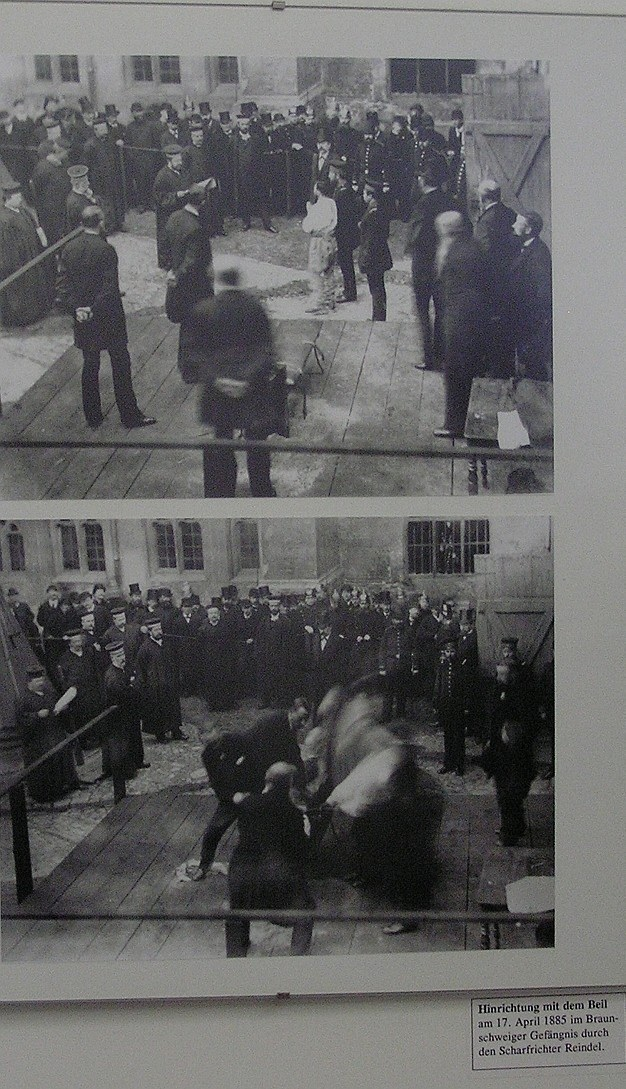
Friedrich Reindel vollzieht am 17. April 1885 die Enthauptung des Mörders Anton Giepsz mittels Richtbank und Richtbeil
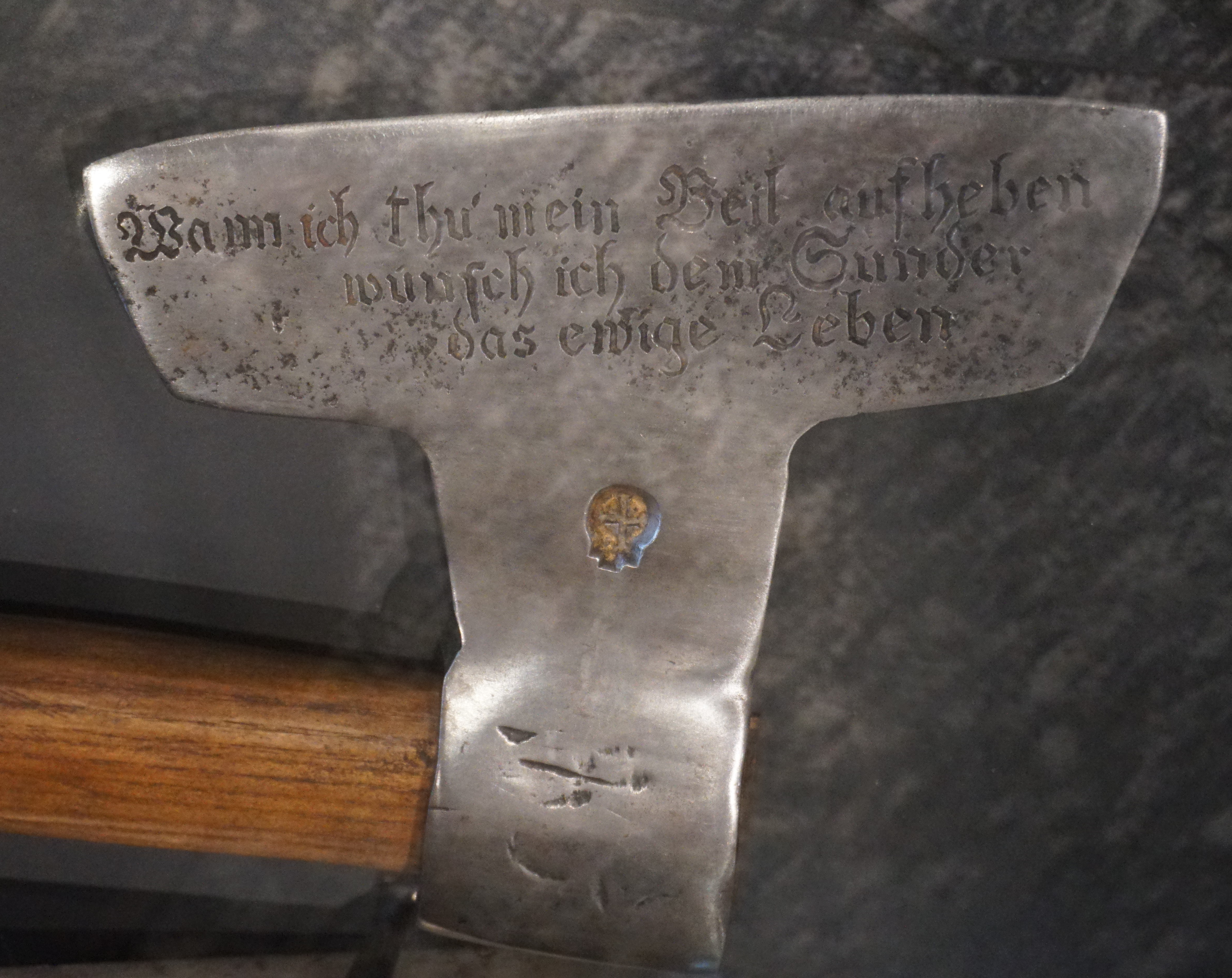
Richtbeil aus dem 17. oder 18. Jahrhundert mit Inschrift: „Wann ich thu’ mein Beil aufheben wünsch ich dem Sünder das ewige Leben“